# Jet de l'éponge
Le jet de l'éponge désigne dans les sports de combat, et plus spécialement en boxe anglaise, le geste qu'effectue un entraîneur pour arrêter un combat estimant que son boxeur subit tellement la domination de son adversaire qu'il n'est plus en mesure de se défendre. Il préfère alors mettre fin à cette opposition pour préserver sa santé.
Le plus souvent, ce n'est pas une éponge à proprement parler qui est jetée sur le ring de boxe mais une serviette-éponge (une serviette de toilette). Il arrive aussi que l'entraîneur monte sur le ring, ce qui a le même effet.
L'un des plus célèbres jet de l'éponge est intervenu le 25 février 1964 lorsque Sonny Liston, blessé à l'épaule, refusa de reprendre le combat contre Mohamed Ali à l'appel de la 7e reprise, Ali remportant ainsi son premier titre de champion du monde des poids lourds.